# De lege lata
Uwaga de lege lata – wypowiedź przedstawicieli szczegółowych nauk o prawie, w której podaje się to, jak wygląda obecny stan prawny.